# São João da Ponte
São João da Ponte este un oraș în Minas Gerais (MG), Brazilia.